# Ахмед Обейд бен Дагр
Ахмед Обейд бен Дагр (араб. أحمد عبيد بن دغر) (нар. 2 грудня 1952)- єменський політик, колишній Прем'єр-міністр Ємену 4 квітня 2016 — 15 жовтня 2018.